# رویتال آمویال
رویتال آمویال (انگلیسی: Revital Amoyal؛ زادهٔ ۱۰ اکتبر ۱۹۷۷) بازیکن فوتبال اهل اسرائیل است.
وی همچنین در تیم ملی فوتبال زنان اسرائیل بازی کرده‌است.